# Пер-нон-Пер
Пер-нон-Пер (фр. Grotte de Pair-non-Pair) — печера у Франції. Розташовується біля комуни Приньяк-е-Маркам, департамент Жиронда, Нова Аквітанія. Відкрита в 1881 році, в 1896 році стала третьою знайденої печерою з петрогліфами в світі. З 1900 року є історичною пам'яткою Франції (перша печера, яка отримала цей статус).

## Історія
Печера була відкрита 6 березня 1881 року.
Пер-нон-пер стала третьою знайденою печерою з петрогліфами в світі (після Альтаміри і  печери Шабо ). У 1896 році археолог  Франсуа Дало  (1845—1927) відкрив тут наскельні зображення тварин, які були повністю замасковані відкладеннями, дуже схожими з верхньою частиною шару слонової кістки з  печери  в Брассампуї, розкопки в якій проводилися з 1880 року. Розкопки  Франсуа Дало  були одні з перших наукових розкопок доісторичної печери з поступовим звільненням археологічних шарів і описом всіх знайдених решток.  Еміль Рів'єр  (1835—1922), працював у печері  Ла-Мут  і відвідав Пер-нон-Пер на запрошення Дало, зазначив «чудову аналогію» зображень обох печер.
Після придбання державою в 1900 році, 20 грудня того ж року була внесена до списку історичних пам'яток Франції, ставши першою печерою, яка отримала цей статус.

Печера в різні періоди
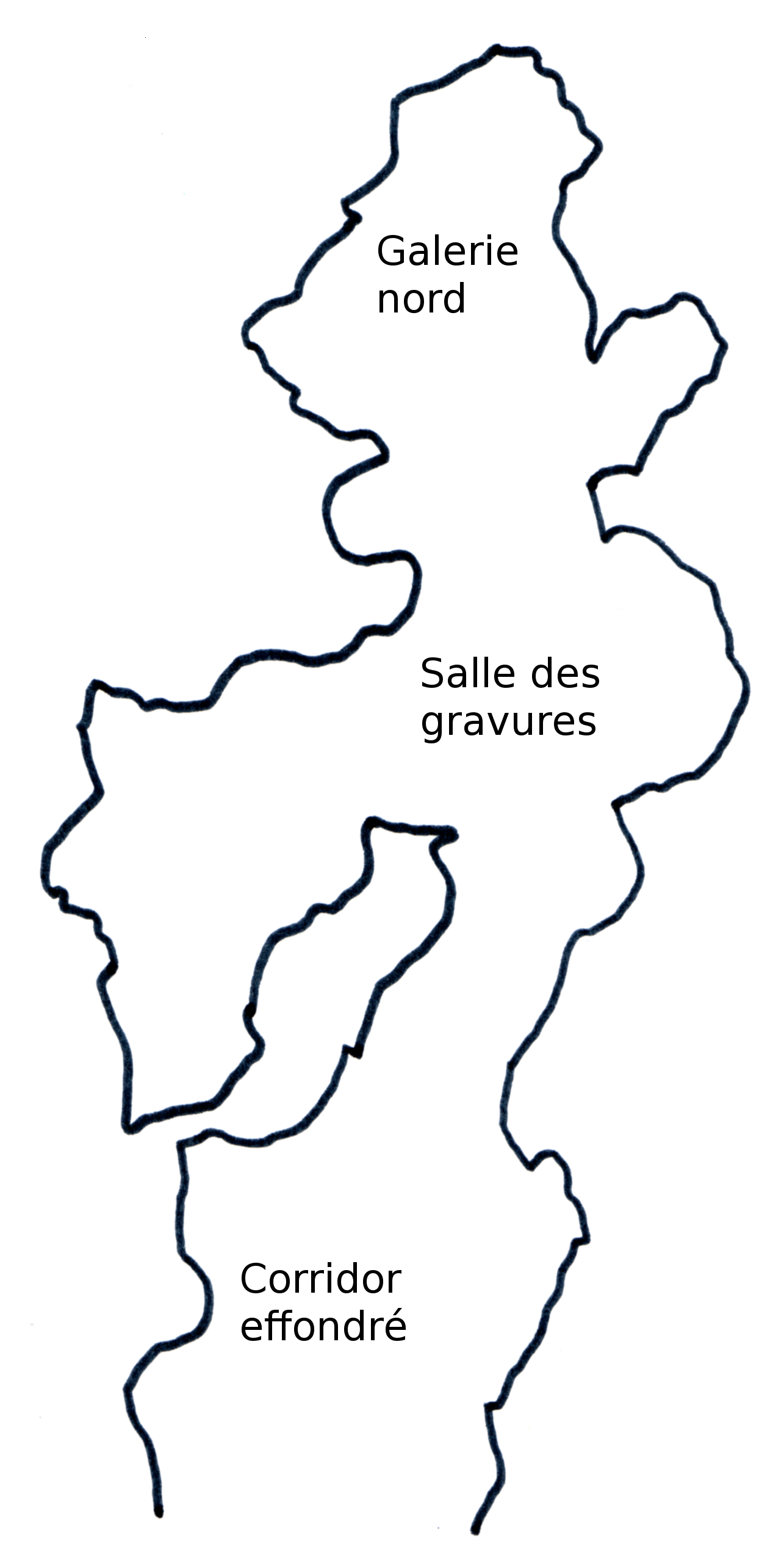
Мустьєрська культура, присутній коридор
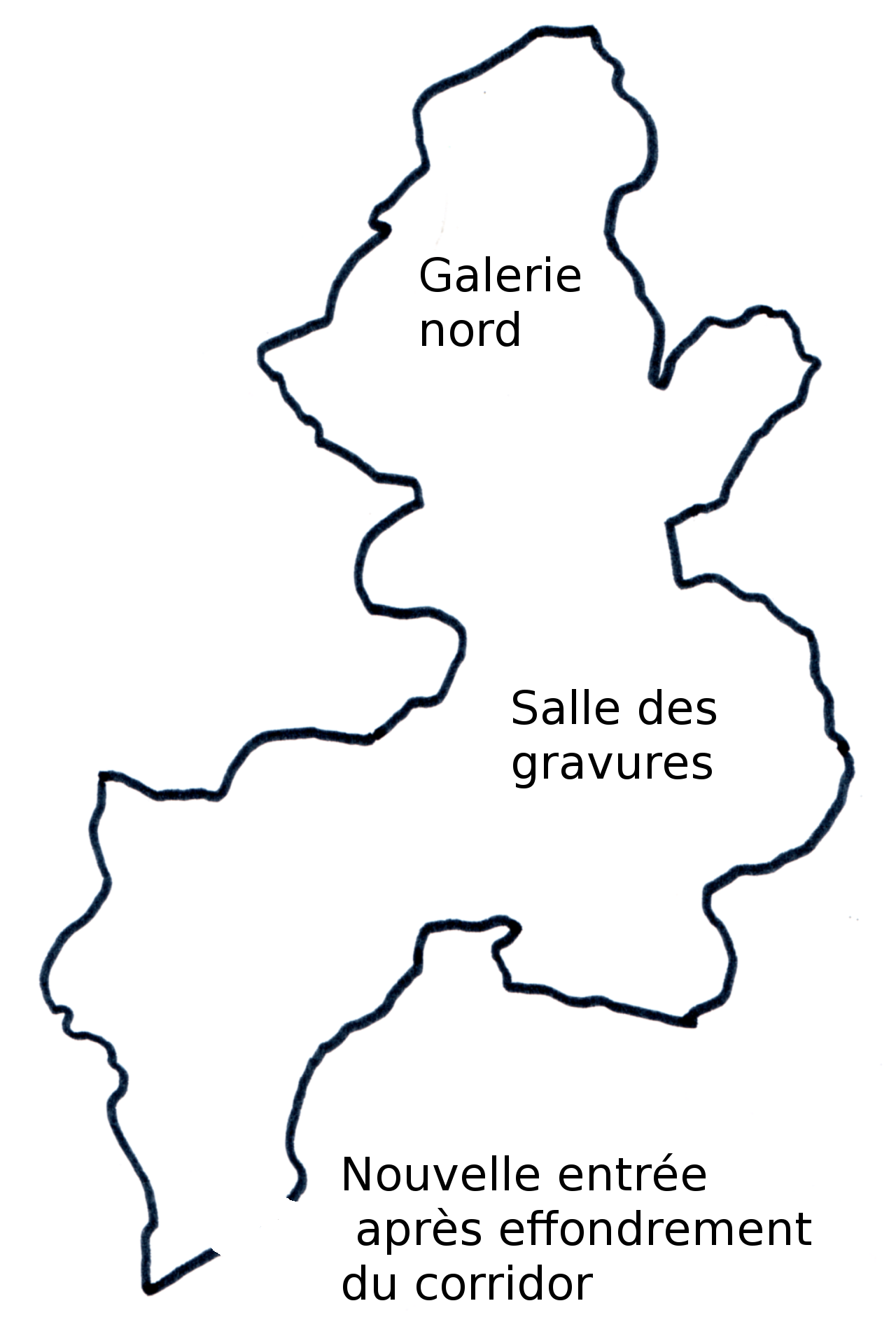
Шательперонська культура, після обвалу коридору доступ через бічну галерею

Протягом 60 тисяч років, до і після Ориньяку, тут було залишено 15 000 знарядь і 6 000 кісток, що належать 60 видам тварин. Печера займає важливе місце в археології та палеонтології: знайдені тут рештки є важливим джерелом інформації про еволюцію людського виду, клімат, навколишнє середовище та доісторичну культуру. Зображення відносяться до ориньяцької культури і датуються 33-26 тисячоліттями до н. е.